# Pont de Recouvrance
Pour les articles homonymes, voir Recouvrance.
Le pont de Recouvrance est un pont levant qui franchit la Penfeld, à Brest, Finistère. Dominant l'arsenal et le port militaire, il relie le bas de la rue de Siam au quartier de Recouvrance, en remplacement du pont tournant (pont National) détruit en 1944 par les bombardements alliés.
Inauguré le 17 juillet 1954, il fut longtemps le plus grand pont levant d’Europe. Chaque pylône, construit en béton armé, mesure 70 m de haut. La travée mobile actuelle, en acier, installée en 2011, est longue de 88 m, large de 15 m, et pèse 625 tonnes.

## Historique
L'histoire de la ville de Brest s'est construite notamment autour du franchissement de la Penfeld.
Le pont National, inauguré le 23 juin 1861, s’écroula dans la rivière en septembre 1944, pendant les bombardements alliés pour la libération de Brest de l’occupation allemande.
Après-guerre, après des solutions temporaires, comme l'utilisation par les civils des ponts Gueydon ou de Kervallon, diverses études furent menées pour le remplacement du pont National. Début 1945, les Travaux maritimes étudient différentes solutions — pont fixe, pont flottant, bac — et concluent, au vu des contraintes liées au dégagement du gabarit et au matériel disponible, que la solution du bac serait la meilleure, malgré l’acuité des pentes des cales disponibles au bas des rues de Siam et de la Porte ; toutefois, en raison des temps d’attente, l’utilisation du bac ne procurerait pas un gain temporel substantiel par rapport au trajet via Kervallon. 
Les réflexions sur la construction d'un ouvrage « en dur » sur la Penfeld se poursuivent. Avant même la signature de la capitulation allemande du 8 mai 1945, les autorités nationales avaient décidé de reconstruire deux ponts, l’un fixe sur lequel passerait la route nationale 12, ce sera le pont de l'Harteloire, et l’autre, mobile, au cœur de la ville, destiné à la desserte locale, ce sera le pont de Recouvrance.

## Études, financement

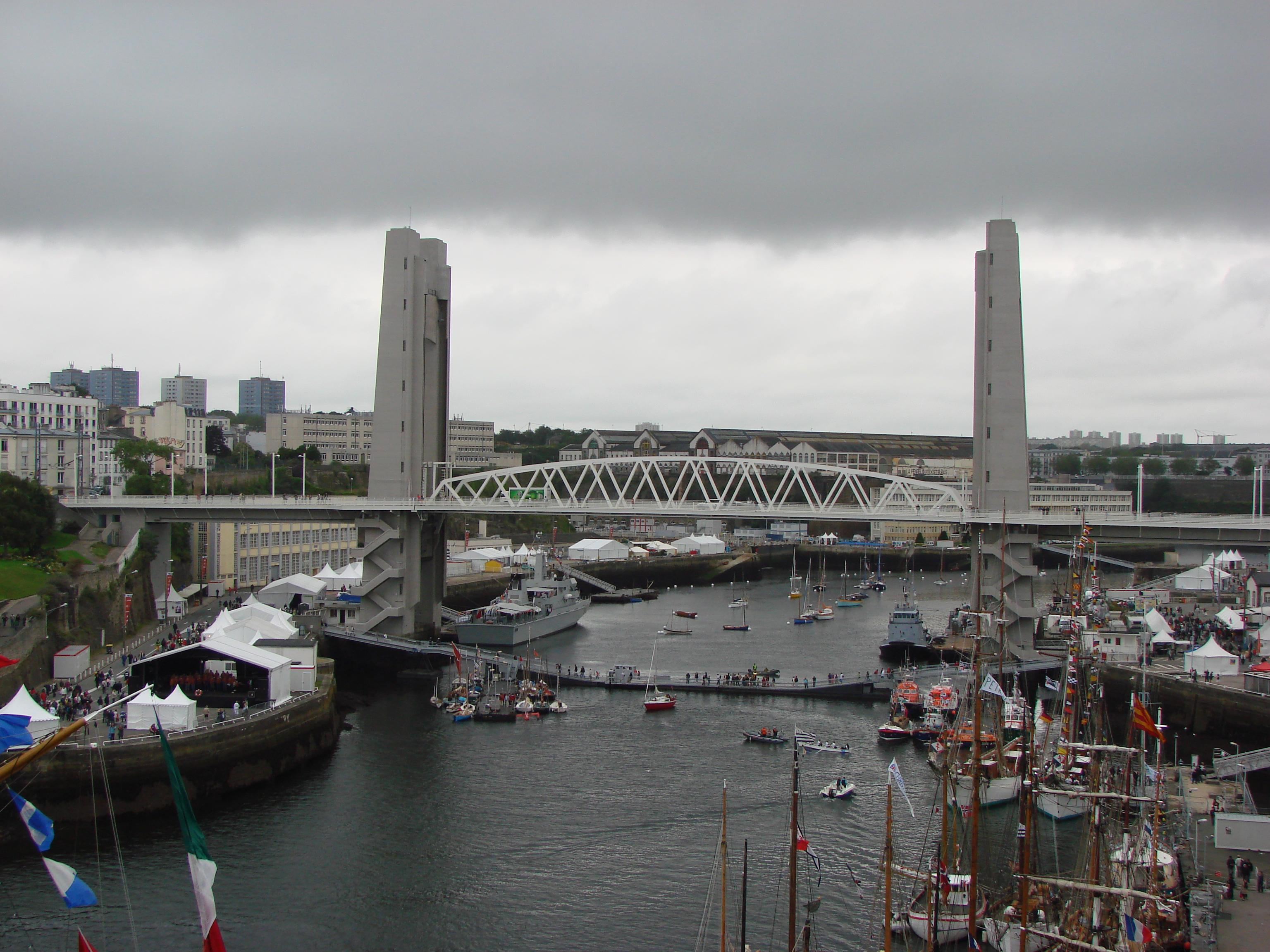
Le pont de Recouvrance et la Penfeld.

Les caractéristiques techniques du pont de Recouvrance sont liées aux impératifs dus à sa situation au cœur du port et des installations militaires.
D'une part, le pont devait laisser le passage aux plus hautes mâtures : il devait donc disposer d'un tirant d'air sous tablier d'au moins 45 mètres. D'autre part, on ne voulait plus courir le risque de voir à nouveau, en cas de conflit, des bateaux bloqués dans l'arrière-port ou ses sept bassins de radoub rendus inutilisables. On formula donc le souhait d'un pont qui, en plus de ses deux positions normales d’ouverture et de fermeture, présenterait une disposition spéciale dite de sécurité prévenant tout risque d'obstruction de l'arrière-port.
Le premier projet présenté en instruction mixte en décembre 1947 était un pont tournant, de technique similaire à celle de l’ancien pont National. Cette première esquisse fut refusée par la Marine, car elle condamnait, en position de sécurité, l'un des postes de réparations de l’arsenal. Les premières esquisses d’un pont levant apparaissent en février 1948 : cette solution permet de remplir les exigences imposées par la Marine, entre autres le souhait — non l’exigence — de disposer d’un tirant d’air illimité, qui ne pouvait être obtenu que par la dépose du tablier en position de sécurité. En pratique, cette disposition n’a encore jamais été utilisée.
Les études menées par le Service central des études techniques du ministère des Travaux publics et des Transports conduisent finalement à la construction du nouveau pont par la société Fives-Lille. Le financement est pris en charge par la ville de Brest, la Marine nationale, le ministère de l’Intérieur et le département du Finistère.

### Configuration d'origine et première travée mobile (1954)

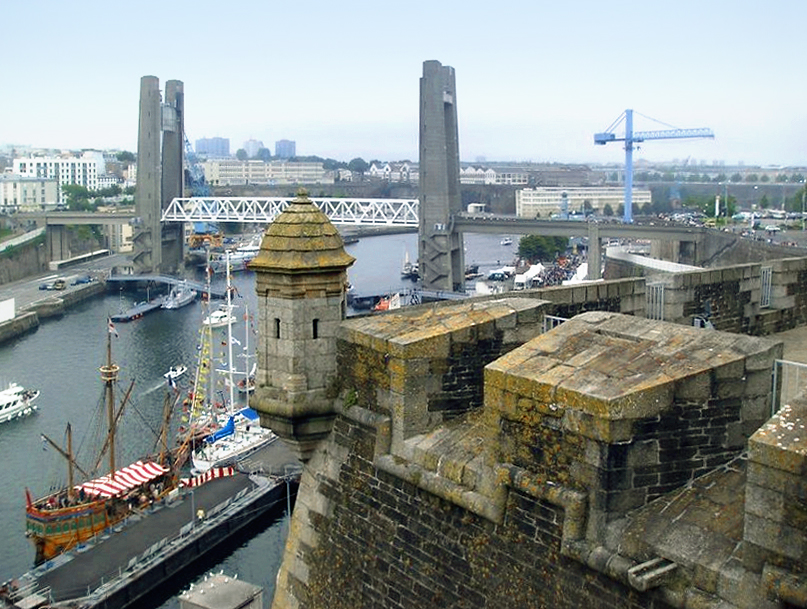
Le pont, lors du jubilé de 2004, avec son ancienne travée mobile.

Le pont fut mis en chantier en février 1950. La travée centrale fut construite dans le bassin 4 de l’arsenal par la DCAN, en sous-traitance pour le compte des établissements Fives-Lille, puis transportée vers l’aplomb des piles du pont le 28 avril 1954. Le transport fut effectué par deux chalands en béton armé construits par les établissements Limousin, de Paris, dans le cadre des travaux de construction du pont Albert-Louppe. Ils avaient servi avant-guerre à la mise en place et à l’enlèvement du cintre du pont, puis, en 1948-1949, à sa reconstruction. Ils avaient été embossés en attendant à Landévennec. Une fois la travée mobile mise en place, la dalle de béton formant la chaussée fut coulée sur le tablier, et les essais de charge eurent lieu le 10 juillet 1954, suivis de l'inauguration officielle le 17 juillet 1954. Il s’agissait alors du plus haut pont levant d’Europe.
Une plaque de commémoration de la Libération fut apposée, sur la rive droite, à l’occasion de « Brest 1992 ». En juillet 2004, l’association Vivre la Rue, en collaboration avec la ville de Brest, a organisé un jour de jubilé (exposition, remise de visas de passage, animations) pour les 50 ans du pont de Recouvrance.
L'ancienne travée mobile était équilibrée par quatre contrepoids principaux de 109,5 tonnes et quatre contrepoids auxiliaires de 18 tonnes, chaque pylône abritant un contrepoids principal et un contrepoids auxiliaire. Les câbles et poulies reliant la travée aux contrepoids permettent d'équilibrer exactement la masse de la travée lorsqu'elle est hissée et qu'elle ne repose plus sur ses béquilles. En revanche, lorsqu'elle est en position routière et qu'elle repose sur ses béquilles, en mollissant les câbles de manœuvre (en bleu sur le schéma ci-dessous) et en hissant davantage les contrepoids auxiliaires (en rose), on établit une prépondérance du poids de la travée de 72 tonnes, permettant ainsi de stabiliser le tablier et de résister à d'éventuels efforts ascendants (action du vent par exemple).

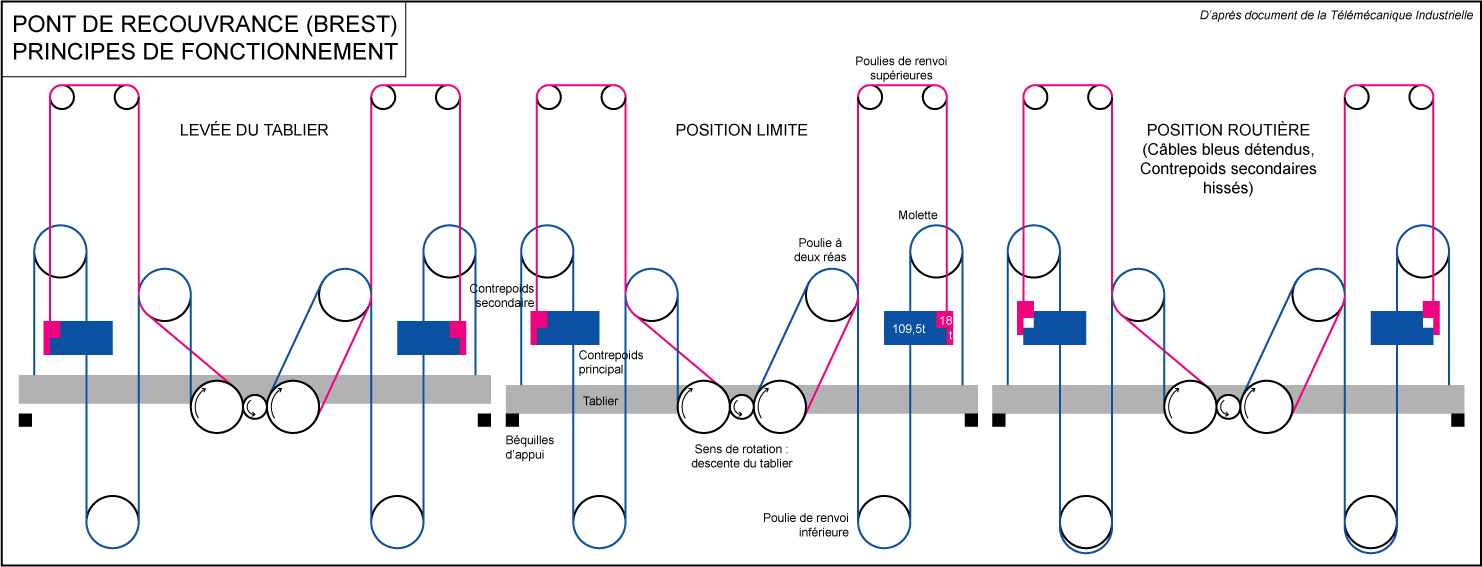
Principes de fonctionnement du pont de Recouvrance. En bleu les contrepoids principaux et leurs câbles ; en rose les contrepoids auxiliaires et leurs câbles. Les différentes molettes et poulies de renvoi sont fixes par rapport à la structure du pont, tout comme les béquilles symbolisées par les carrés noirs. Le tablier figure en gris clair.

Depuis le tablier du pont, on peut facilement observer les molettes de 4 mètres de diamètre situées en haut des piles et les câbles de manœuvre qui, après être passés dans les réas de ces molettes, viennent se fixer aux quatre coins de la travée.
Ce dispositif particulier était doublé, à l'époque de la construction du pont, d'un système innovant de synchronisation des moteurs des treuils de hissage des piles côté Recouvrance et côté Brest : les câbles des piles aval et amont d'une même rive sont hissés à l'aide d'un treuil unique situé en dessous du tablier des viaducs d'accès. L'asservissement du système de fermeture des barrières oscillantes empêchant l'accès au tablier et du déclenchement de la sirène et des feux de signalisation préalablement à la levée du pont était également une nouveauté remarquable.
La travée mobile, gris clair selon le choix des élus municipaux de l'époque, était repeinte tous les 8 ans.

### Aménagement du tramway et seconde travée mobile (2011)
Le pont est réaménagé dans le cadre des travaux pour le futur tramway de Brest : en juillet 2011, le mécanisme de levage est reconstruit à l'identique, mais avec une puissance supérieure exigée par la nouvelle travée mobile, rendue plus lourde par la double voie ferrée qui s'y trouve incorporée. L'ancienne travée mobile, déposée le 19 août 2011, a été évacuée par barge pour démolition. 
La travée actuelle fut installée le 22 août 2011, dans le cadre des travaux pour l'installation de la première ligne de tramway. L'ancienne travée, construite après guerre par les chantiers de l'arsenal de Brest, pesait 538,7 tonnes et présentait une largeur de 9 m, soit 6 m de moins que la travée actuelle. Ce gain fut obtenu par l'ajout de deux passerelles piétonnes larges de 2,8 m de part et d'autre du pont, le cheminement des piétons se faisant dorénavant en contournant les piles par l'extérieur.
La nouvelle travée mobile mesure 88 mètres de long et pèse 625 tonnes, dont 485 tonnes d'acier. Elle se déplace sur quatre pylônes de béton armé qui s’élèvent à 64 mètres au-dessus des quais.

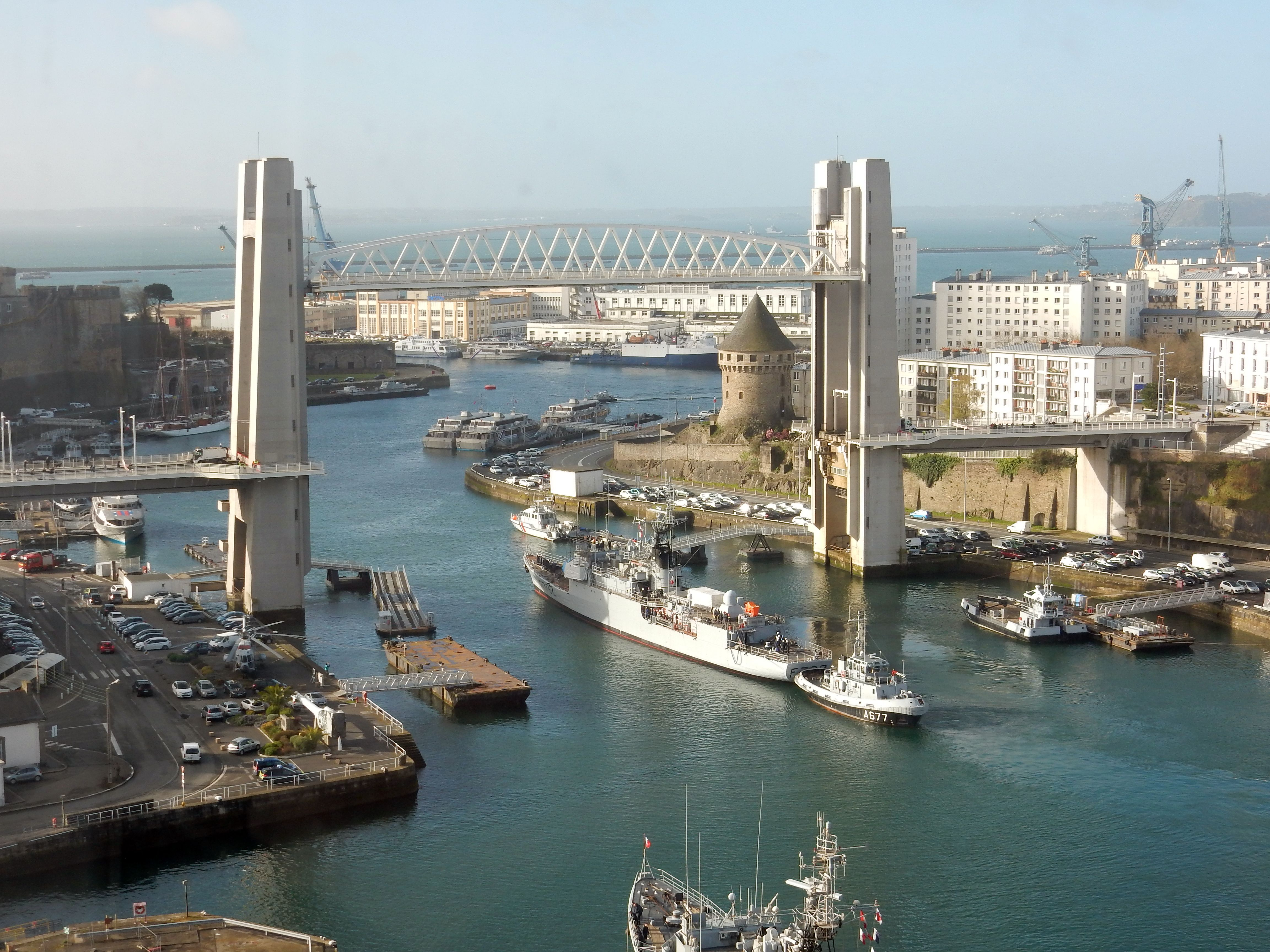
La nouvelle travée mobile, en position levée.

Quatre positions sont possibles : haute, qui élève le tablier à 51 mètres au-dessus du niveau des basses marées ; exceptionnelle, à 53 mètres ; la fermeture, à 26,4 mètres de hauteur ; une position de sécurité qui abaisse la travée mobile au niveau de l’eau afin qu’elle puisse être évacuée et mise à l’abri. Cette position de sécurité peut être atteinte grâce au positionnement judicieux des contrepoids, qui ne sont qu’à mi-hauteur des piles lorsque le pont est en position normale, et grâce à la présence de béquilles rétractables.
Le pont devait être réservé aux véhicules légers, mais fut calculé pour supporter le passage de poids lourds (deux camions de 25 t). Il put livrer passage aux anciens trolleybus du réseau brestois, puis aux autobus du réseau Bibus. La limitation de circulation aux poids lourds était essentiellement liée, à l’origine, à l’étroitesse de la chaussée.
La nouvelle travée installée en 2011 a été conçue pour supporter le passage simultané de deux rames de tramway (40 tonnes chacune environ). L'élargissement de la travée elle-même permit le passage de la chaussée de 6 à 9 m de large.
La nuit du 21 au 22 mars 2012, une première rame de tramway franchit le nouveau tablier.